# Métro de Boston
Le métro de Boston est le réseau de métro qui dessert la ville de Boston et son agglomération, dans l'État du Massachusetts. Il est géré par la Massachusetts Bay Transportation Authority (MBTA) depuis 1964.
Le réseau ferroviaire urbain de Boston comprend trois lignes de métro, une ligne de pré métro, une ligne de tramway. Il transporte en moyenne 628 400 par jour en semaine ce qui représente un taux global de 55 % des déplacements sur l’ensemble du réseau MBTA.
Les quatre lignes du réseau métro pré-métro se croisent en souterrain dans le centre de Boston sous la forme d’un carré. Seules les lignes Rouge et Bleue n’offrent pas de correspondance directe l’une à l’autre. Au nord ouest, le T rejoint également Cambridge et le centre universitaire de Harvard.
Historiquement, New York a inauguré son système de métro aérien en 1867 et Chicago, son 'L' (Elevated) en 1892, c'est à Boston que le premier réseau souterrain est ouvert aux États-Unis en 1897 sous Tremont Street. Ce tronçon est toujours utilisé aujourd'hui par la ligne verte, transformée en ligne de pré-métro.

## Histoire

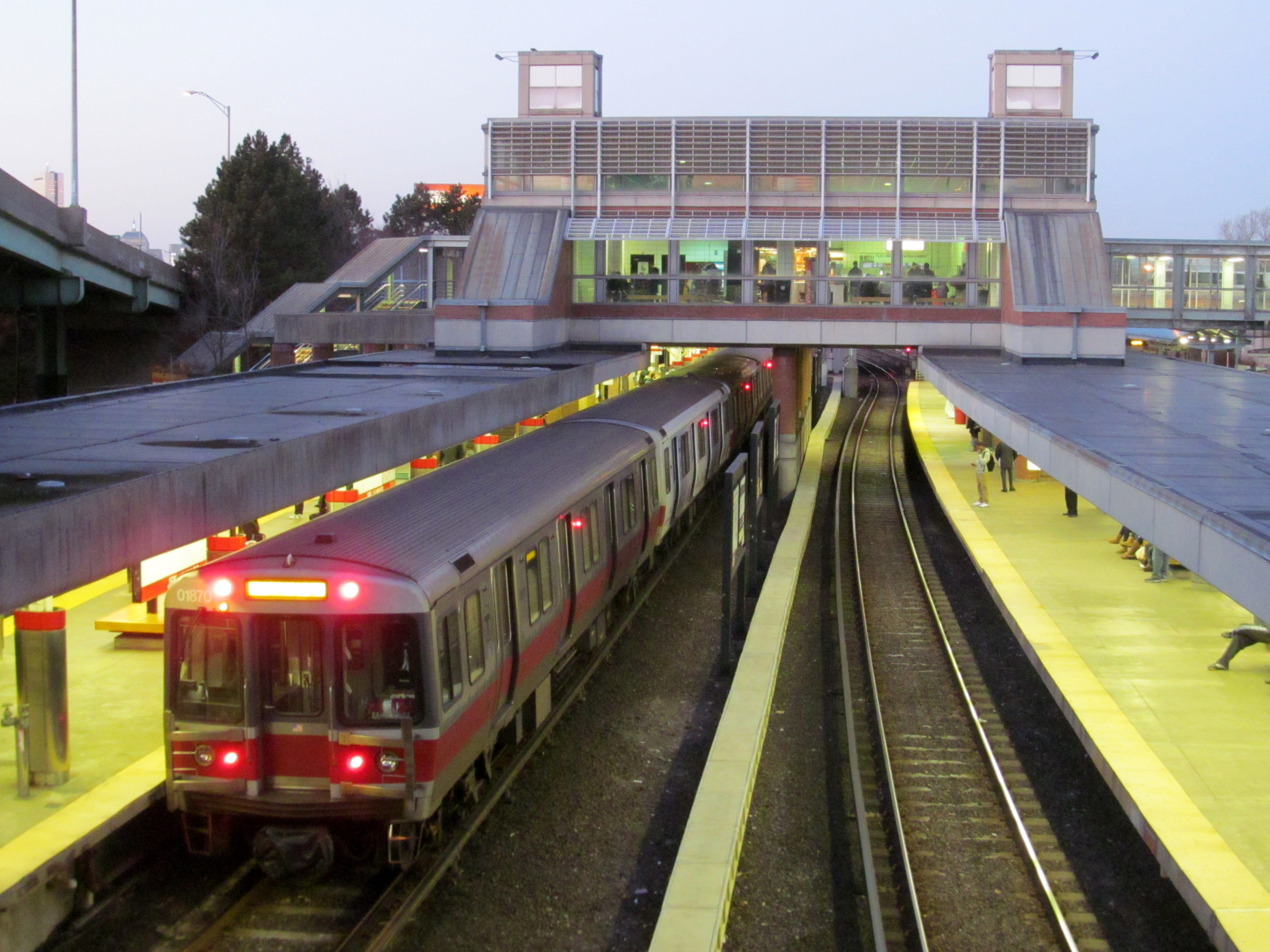
Rame Bombardier à JFK sur la ligne rouge.

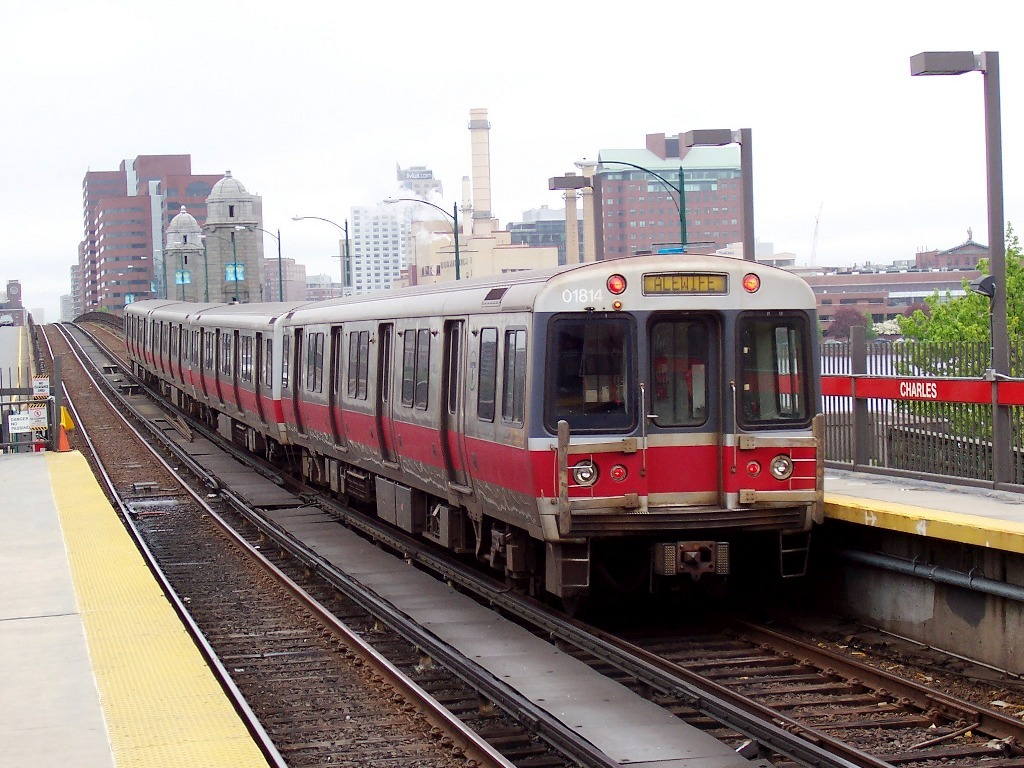
Rame de la ligne rouge.

Dès 1880, la circulation à Boston freine la mobilité des tramways hippomobiles de la ville. Comme à Londres, la ville doit se munir d’un système de transport à grand gabarit séparé du trafic grâce à un tunnel ou à un viaduc.

### Un des premiers métros du monde
Le premier tunnel du T est inauguré en 1897 sous Tremont Street. Cette ligne fut le premier réseau ferroviaire souterrain aux États-Unis et le quatrième au monde après ceux de Londres, Budapest et Glasgow. New York suivra en 1904 et Philadelphie en 1908 avec l'inauguration de leur premier tunnel.
L'ouverture du premier tronçon entraîne la disparition de plusieurs lignes de tramway qui sont soit déviées sur le réseau du métro soit complètement fermées afin d’éviter l’embouteillage du centre-ville.
En 1901, la ville inaugure également son premier tronçon sur viaduc, la Main Line Elevated, entre Sullivan Square et Dudley Street. Ce sera l'amorce de la future ligne Orange.
En 1904, la ligne Bleue entre Maveric et le port de Boston est ouverte à son tour avant que le premier tronçon de l'actuelle ligne Rouge n'entre en exploitation en 1912.

## Réseau actuel

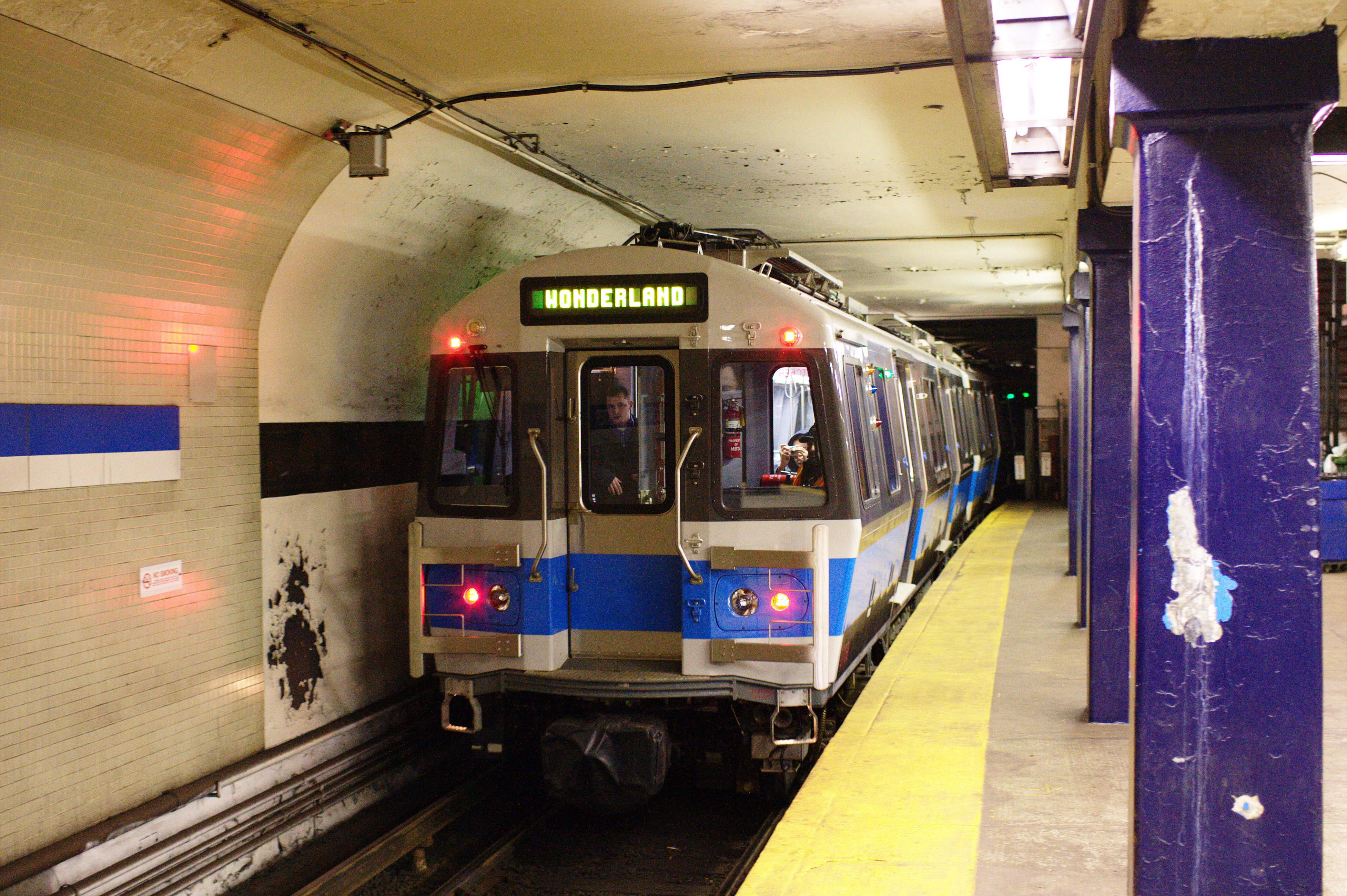
Rame Siemens sur la ligne bleue.

### Aperçu général
Le métro de Boston circule en souterrain dans le centre-ville et en surface sur le reste du réseau avec des croisements à niveau. Le système actuel du 'T' est composée de trois lignes de métro lourd (Rouge, Orange, Bleue), d’une ligne de pré-métro (ligne Verte) dans laquelle roulent des lignes de tramways. Dans le sud de la ville, le réseau comporte également une ligne de tramway, la Ashmont-Mattapan High Speed Line, qui prolonge la ligne rouge.
Le réseau complet mesure 105,7 km et comporte 123 stations, mais le réseau des trois lignes de métro totalise 60,6 km avec 54 stations.
L'accessibilité des stations aux personnes handicapées fut réalisée dans les années 90.
Les lignes de métro sont différenciées par des couleurs depuis 1965. La ligne Orange (anciennement Main Line) a reçu sa couleur du nom de Orange Street sous laquelle elle roule, la ligne Rouge doit sa couleur à celle de l’université Harvard qu’elle dessert, la ligne Bleue (anciennement East Boston Line) de la couleur de l’eau du port de Boston sous lequel elle roule tandis que la ligne Verte est un rappel de l'Emerald Necklace, un des plus beaux parcs de la ville.

### La ligne Rouge

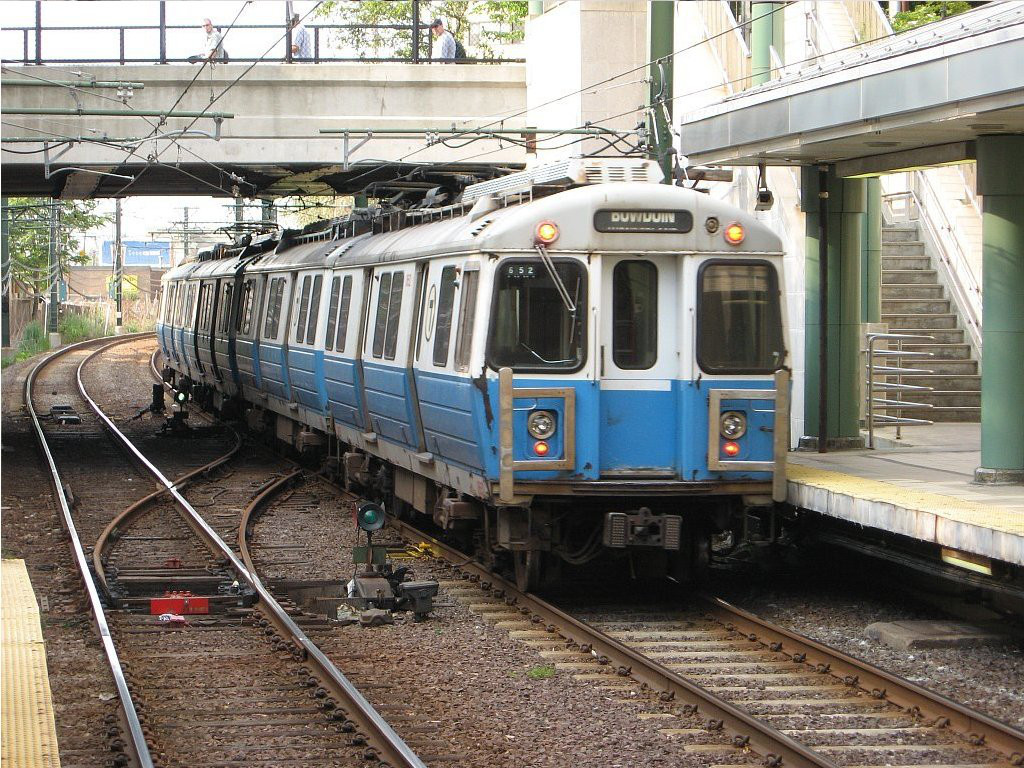
Rame de la ligne bleue.

Elle fait 33 km de long dont 14 km en souterrain. Elle comprend vingt-deux stations et est constituée d'un tronc commun qui se divise en deux branches, l’une vers Ashmont l’autre vers Braintree. La voie est d'une longueur de 28,3 km sur une branche (parcourue en 48 minutes) et de 18,8 km sur l’autre branche (parcourue en 37 minutes). La ligne rouge traverse la Charles River sur le pont Longfellow pour desservir l’université Harvard, dont la couleur rouge du blason donne le nom à la ligne. Au sud, à son terminus d’Ashmont, la ligne est prolongée jusqu’à Matapan par une ligne de tramway.

### La ligne Orange
Ouverte en 1901 en ligne essentiellement aérienne, la ligne est longue de 18 km, comprend vingt stations et est parcourue en 33 minutes. Elle comprend 3 km en souterrain et 7,5 km en viaduc.

### La ligne Bleue
Elle fait 9,6 km (dont 3,4 km en souterrain) et comprend douze stations ; elle est parcourue en 23 minutes. Elle passe sous le port de Boston pour réaliser la desserte de l'aéroport de Boston.

### La ligne Verte
La première ligne du réseau, la ligne verte, a été inaugurée en 1897 sous forme d'un métro souterrain de 8 km. C'est aujourd'hui une ligne de tramway exploitée avec les mêmes véhicules, comportant une section souterraine (prémétro) en centre-ville de 9 km et 2 km en viaduc, le reste en surface (36,4 km km au total avec 65 arrêts), se divisant en quatre branches pour desservir les quartiers ouest de la ville.
Sur la ligne verte, les voyageurs peuvent traverser les voies entre les rames pour la correspondance dans la station principale (tramway).
Depuis 2018, un programme de modernisation de la ligne Verte est en cours.

### La Ashmont-Mattapan High Speed Line
La Ashmont-Mattapan High Speed Line est une ligne de tramway faisant partie du réseau du MBTA. Mise en service le 26 août 1929, elle comporte 8 stations.

## Équipements du réseau

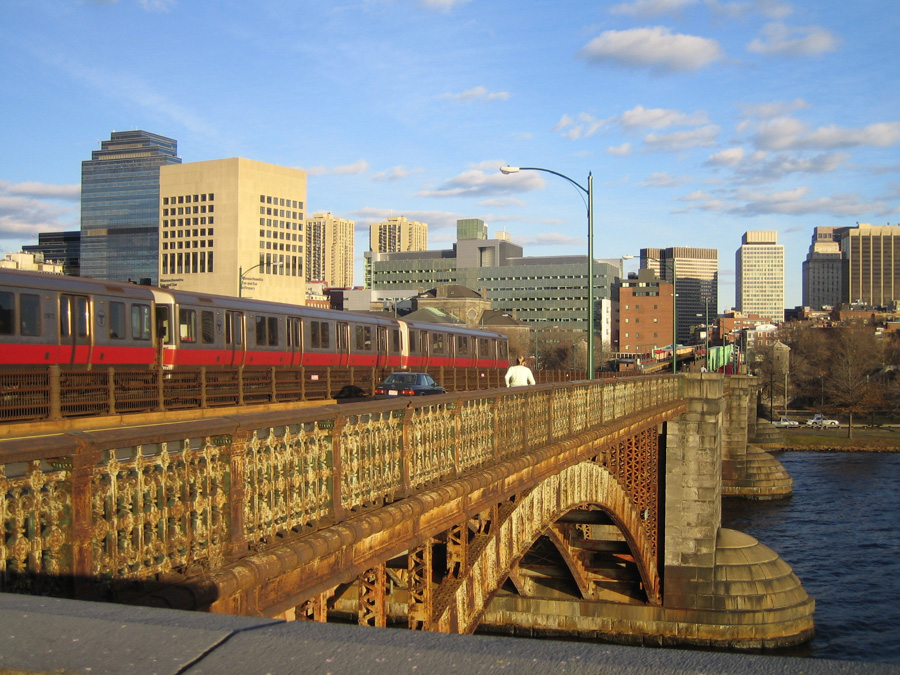
Ligne rouge sur le pont Longfellow.

### Matériel roulant
Chaque ligne roule avec un matériel différent et incompatible l'une avec l'autre.
Le parc métro est composé en 2018 de 432 voitures appartenant à plusieurs séries différentes.
Le matériel de la ligne bleue présente la particularité d'utiliser deux alimentations électriques différentes : une ligne caténaire dans les tronçons de surface, et un troisième rail dans le tronçon souterrain situé entre l'aéroport et la boucle terminale de Bowdoin ; le gabarit très restreint du tunnel ne permet pas le débattement du pantographe, qui est baissé avant l'entrée dans le tunnel. Sur la ligne Bleue circulent 94 véhicules Siemens livrés en 2008.
Sur la ligne Orange circulent 120 véhicules Hawker-Siddeley livrés en 1979-1981.
Sur la ligne Rouge sont en service 218 véhicules de trois séries différentes, la plus récente livrée en 1993-1994, construits par Bombardier.
Les véhicules des lignes Orange et Rouge seront remplacés par des véhicules de la société chinoise CRRC qui a obtenu un contrat en octobre 2014, suivi de deux avenants en 2016 et 2017, pour la fabrication d'un total de 418 véhicules.Ces véhicules seront assemblés dans la nouvelle usine construite par CRRC à Springfield.

### Signalisation
Un contrôle de train automatique fut introduit sur la ligne orange dès les années 1980. Boston fut la première grande ville américaine dotée d'un système de contrôle des trains basé sur les communications. Le Centre de Contrôle du métro bénéficia d'une rénovation. La MBTA a attribué à Barletta Heavy Division un contrat pour la modernisation des systèmes de signalisation des lignes rouge et orange. Alstom fournira une nouvelle technologie de signalisation pour les lignes rouge et orange du métro de Boston.

## Exploitation et fréquentation
Le métro de Boston circule de 5h00 à 0h45. Selon les lignes, il passe une rame toutes les cinq à neuf minutes aux heures de pointe et une rame toutes les neuf à quinze minutes aux heures creuses et en fin de semaine.

## Projets
Les projets de la MBTA sont inscrits dans le Capital Investment Plan, révisé chaque année, décidé par le Massachusetts Department of Transportation. Il fut envisagé de créer un tronçon entre Bowdoin et la station de Charles pour assurer une correspondance avec la ligne rouge.Une extension de la ligne verte est programmée.

## Le réseau MBTA
La MBTA est un consortium dont fait partie le groupe français Transdev à hauteur de 60%. Le 8 janvier 2014, la MBTA a choisi le français Keolis (SNCF) pour gérer le réseau de banlieue durant 8 ans.
Les bostoniens désignent le réseau sous le nom de « T » en référence au logo des années 1960 du précurseur de la MBTA, lors de la fusion des différents modes de transport utilisa la lettre T en noir pour le mot "transport" dans un cercle blanc éclairé durant la nuit afin de pouvoir localiser les stations facilement. La dénomination T est devenue l'appellation officielle de la MBTA également.
La MBTA gère également onze lignes de chemins de fer de banlieue, quatre lignes de trolleybus, des lignes de bus. Une ligne de bus à haut niveau de service, la ligne Argent, circule dans deux directions : de Dudley Square dans Roxbury au centre-ville Boston et South Station, surtout via Washington Street, de la South Station à plusieurs points dans South Boston et à l'aéroport international Logan dans East Boston, partiellement dans un tunnel de bus à grand gabarit qui relie le quartier financier.